# Мельниково (Новичихинський район)
Ме́льниково (рос. Мельниково) — село у складі Новичихинського району Алтайського краю, Росія. Адміністративний центр Мельниковської сільської ради.

## Населення
Населення — 940 осіб (2010; 1169 у 2002).
Національний склад (станом на 2002 рік):
- росіяни — 95 %